# Typologi (arkæologi)
 For alternative betydninger, se Typologi. (Se også artikler, som begynder med Typologi)
Typologi er inden for blandt andet arkæologi og etnologi resultatet af klassifikation og seriation af genstande. Undertiden tilskrives typologier kronologiske dimensioner, men dette er ikke nødvendigt.
Et eksempel på en typologi (i arkæologi) er denne serie af neolitiske økser:
- Spidsnakket økse
- Tyndnakket økse
- Tyknakket økse

## Historie
I 1800-tallet var mulighederne for at tidsfæste arkæologiske fund yderst begrænsede. For at opnå en tidsmæssig bestemmelse udviklede den svenske arkæolog Oscar Montelius en metode gående ud på i videst mulige omfang at bedrive sammenlignende studier. Ved at bruge sammensatte fund, det vil sige fund der bestod af et større antal genstande, ville man ved sammenligninger på tværs af statslige grænser kunne opstille lister over genstande, som var af samme alder (fordi de forekom sammen i større eller mindre udstrækning). Desuden ville man ved sammenligninger mellem fundene indbyrdes ofte være i stand til at opstille en relativ (om ikke absolut) kronologi, idet genstandene (på omtrent samme måde som Charles Darwin forestillede det sig for dyrs vedkommende) ville udvise et udviklingsforløb. Den tidsmæssige rækkefølge skulle altså hvile på bestemte træk ved genstandene.
I løbet af det 20. århundrede udvikledes metoder til bedre absolut tidsfæstelse af arkæologiske fund (fx årrings-, pollenanalyser og kulstof-14-registrering), men metoder, der kan anses for afledte af typologien, er senere taget i brug: i og med den såkaldt processuelle arkæologis fremkomst i 1960-erne er statistiske og matematiske metoder, som Principalkomponentanalyse (korrespondensanalyse) taget i brug. Typologier er således fortsat et vigtigt redskab i arkæologien.

## Kritik
August Strindberg udviklede udtrykket "knappologi" som en kritik mod typologien:
"Der var engang en mand, der samlede på knapper. Han var fast besluttet på at følge videnskabelige principper, og han klassificerede ikke sin samling efter det naturlige system med bukseknapper, skjorteknapper, jakkeknapper o.s.v. I stedet for arrangerede han dem efter et nyt og epokegørende system: Knapper med ét hul, knapper med to huller, o.s.v."